# ASL 항공 스위스
ASL 항공 스위스(영어: ASL Airlines Switzerland)는 스위스의 화물 항공사로 유로 에어포트가 허브 공항으로 1984년에 판에어 스위스(영어: Farnair Group)로 설립되었고 주로 화물 항공편을 제공한다.

## 보유 기종
- 2015년 10월 기준으로 ASL 항공 스위스는 다음과 같은 기종을 보유하고 있다.[3]